# Visa pour Canton
Pour plus de détails, voir Fiche technique et Distribution.
Visa pour Canton (Passport to China) est un film britannique réalisé par Michael Carreras, sorti en 1960.

## Synopsis
Un pilote américain fait atterrir en Chine son avion afin d'aider une américaine piégée, selon les dires de cette dernière. Toutefois, une fois sur place, il découvre qu'en fait elle a l'intention de prendre avec elle des réfugiés du régime communiste ...

## Fiche technique
- Titre original : Passport to China
- Titre français : Visa pour Canton
- Réalisation : Michael Carreras
- Scénario : Gordon Wellesley
- Costumes : Molly Arbuthnot
- Photographie : Arthur Grant
- Musique : Edwin Astley
- Montage : Alfred Cox et James Needs
- Direction artistique : Thomas Goswell et Bernard Robinson
- Producteur : Michael Carreras
- Producteur associé : Anthony Nelson Keys
- Société de production : Hammer Film Productions - Swallow Productions Ltd
- Pays d'origine : Royaume-Uni
- Format : Couleurs - 1,85:1 - Mono
- Négatif : 35 mm
- Genre : aventure
- Durée : 75 minutes
- Date de sortie : 26 décembre 1960

## Distribution
- Richard Basehart : Don Benton
- Athene Seyler : Mao Tai Tai
- Lisa Gastoni : Lola Sanchez
- Eric Pohlmann : Ivono Kong
- Marne Maitland : Han Po
- Bernard Cribbins : Pereira
- Alan Gifford : Charles Orme
- Kevin Scott : Sam Johnson
- Burt Kwouk : Jimmy
- Hedgar Wallace : Inspecteur Taylor